# Mónika Király
Mónika Király, née le 10 novembre 1983 à Moson, est une coureuse cycliste professionnelle hongroise. Elle a été six fois championne de Hongrie sur route et quatre fois en contre-la-montre.

## Palmarès

### Par année
- 2004
  - 2e du championnat de Hongrie sur route
- 2005
  -  Championne de Hongrie sur route
- 2006
  -  Championne de Hongrie sur route
  - 2e du championnat de Hongrie du contre-la-montre
- 2007
  -  Championne de Hongrie sur route
  - 2e du championnat de Hongrie du contre-la-montre
- 2008
  -  Championne de Hongrie du contre-la-montre
  - 2e du championnat de Hongrie sur route
- 2009
  -  Championne de Hongrie sur route
- 2013
  -  Championne de Hongrie du contre-la-montre
- 2015
  - 2e du championnat de Hongrie sur route
  - 3e du championnat de Hongrie du contre-la-montre
- 2016
  -  Championne de Hongrie sur route
  -  Championne de Hongrie du contre-la-montre
- 2017
  -  Championne de Hongrie sur route
  -  Championne de Hongrie du contre-la-montre

### Classements mondiaux
| Année                                 | 2009 | 2010 | 2011 | 2012 | 2013 | 2014 | 2015 | 2016 | 2017 | 2018 | 2019 |
| ------------------------------------- | ---- | ---- | ---- | ---- | ---- | ---- | ---- | ---- | ---- | ---- | ---- |
| Classement UCI                        | 211e | nc   | nc   | nc   | 364e | nc   | 352e | 271e | 136e | 393e | 639e |
|                                       |      |      |      |      |      |      |      |      |      |      |      |
| Légende : nc = non classéSource : UCI |      |      |      |      |      |      |      |      |      |      |      |